# Ludeke Bere
 Ludeke Bere  († 6. Mai 1488 in Lübeck; ▭ in der Marienkirche) war deutscher Ratsherr und Mitglied der Zirkelgesellschaft in der Hansestadt Lübeck. 

## Leben
Ludeke Bere war ein Hansekaufmann. Möglicherweise ist er identisch mit Ludolfius Bere, der sich im Dezember 1429 ohne Angabe des Herkunftsortes an der Universität Rostock immatrikulierte.
Um 1447 wurden ihm wie auch zahlreichen anderen Lübeckern auf dem Gebiet des Grafen Otto von Hoya Handelswaren geraubt. Ludeke Bere verfügte über ein beträchtliches Vermögen: So kaufte er im November 1458 bei den Herzögen Bernhard II. und Johann IV. von Sachsen-Lauenburg für 1700 Mk. eine Rente von 102 Mk. Weitere Renten bezog er vom Hamburger Rat (1460 und 1487) und aus dem Gut Eckhorst (1483). 

Wohnhaus oder Anlageobjekt des Ludeke Bere in der Johannisstraße 20 (Foto vor 1903)

In Lübeck verfügte er auch über einigen Grundbesitz: Johannisstraße 20 (1465–1469), Johannisstr. 63 (1465–1469), Königstr. 39 (seit 1466), Fischergrube 18–20 (seit 1469), das Schmiedehaus in der Großen Burgstr. 59 (1476–1481), Breite Str. 30 (seit 1481), 53 (vor 1488) und 93 (1482–1483), Johannisstr. 41–43 (1483–1484). Dazu kaufte er sich noch 1453 das Gut Klein Steinrade und 1457 das Dorf Eckhorst.  1487 hatte er zusammen mit seinem Sohn Johann und Sander Pleskow eine Handelsgesellschaft, bei der Anteil von Sander Pleskow 500 Mark Lübisch (Mk.) betrug.
Aus den Angaben seiner Testamente vom 16. April 1460, 26. Mai 1483 und 19. Dezember 1487 geht hervor, dass er neben seinem Grundbesitz 1460 und 1483 über mindestens 3000 Mk. und 1487 über 6000 Mk. verfügte. In diesen Testamenten wurde seine Familie reich bedacht, Legate gingen aber auch an verschiedenste Kirchen, Klöster und Siechenhäuser in und um Lübeck.

### Ehrenämter
Ludeke Bere war 1470 Vorsteher des Elendenhauses in der Krähenstraße und der Marienkirche. Vermutlich hatte er dieses Amt 1483 auch im Siechenhaus von St. Jürgen inne, denn er machte in den dortigen Büchern Einträge. Im Januar 1453 wurde er zusammen mit seinem Bruder Herman  mit der städtischen Waage in Lübeck belehnt. 1460 wurde er in den Rat aufgenommen und war während seiner Amtszeit mehrfach Schossherr (1461–1463, 1476, 1481, 1484).
Im Jahre 1441 wurde er als Halbmitglied und 1443 als Vollmitglied in die Zirkelgesellschaft (Mitgliedsnummer 174) aufgenommen. Während seiner Mitgliedschaft war er als Schenk (1442, 1444, 1471), Fastnachtsdichter (1442, 1447, 1451, 1455), Blumendichter (1448, 1452, 1470) und als Schaffer (1449, 1472) tätig.

### Grabmal
Sein Grab befand sich im Chor der Lübecker Marienkirche nahe dem Hochaltar. Die monumentale Messinggrabplatte ist zwar von Jacob von Melle beschrieben, war aber schon zu Beginn des 20. Jahrhunderts nicht mehr erhalten. Als künstlerische Arbeit wurde sie von dem Kunsthistoriker Walter Paatz der Lübecker Werkstatt von Bernt Notke zugeschrieben.

## Familie
Ludekes Eltern waren der Lübecker Bürgermeister Johann Bere und Greteke Boitin. Der 1457 verstorbene Ratsherr Johann Bere war ein Bruder.

Er heiratete spätestens 1451 Ida Pleskow, Tochter des Lübecker Ratsherrn Jordan Pleskow. Sie hatten folgende Kinder:
- Johann (* vor 1460, † 1508), seit 1489 Ratsherr in Lübeck und Zirkler (218).[4]
- Greteke (* vor 1460), verheiratet mit Hinrich Greverade.
- Jochen (250) (* vor 1460)
- Catharina (* vor 1460), verheiratet mit dem Ratsherrn Ludeke von Thünen.
- Heleke (* vor 1460), im Kloster Rehna.
- Geseke (* vor 1460), verheiratet mit dem Ratsherrn Hartwig von Stiten.
- Jorden (233)
- Telseke (* vor 1458; 1460 tot)